# Valeriana glaziovii
Valeriana glaziovii är en kaprifolväxtart som beskrevs av Paul Hermann Wilhelm Taubert. Valeriana glaziovii ingår i släktet vänderötter, och familjen kaprifolväxter. Inga underarter finns listade i Catalogue of Life.